# Cantó de Châteauroux-Centre
El cantó de Châteauroux-Centre és un cantó francès del departament de l'Indre, situat al districte de Châteauroux. Compta amb part del municipi de Châteauroux.

## Municipis
- Châteauroux (part)

## Història
| Data d'elecció                           | Identitat           | Partit                     | Qualitat |
| ---------------------------------------- | ------------------- | -------------------------- | -------- |
| 1945-1949                                | Pierre Gaultier     | PCF                        |          |
| 1949-1962                                | M. Martin           | MRP                        |          |
| 1962-1967                                | Jeanne Dacquin      | Divers droite              |          |
| 1967-1973                                | Marcel Lemoine      | PCF                        |          |
| 1973-1976                                | Louis Balsan        | CD                         |          |
| 1976-1994                                | Claude Jamet        | UDF, després RPR           |          |
| 1994-2001                                | Antonin de Bono     | UDF                        |          |
| 2001-2008                                | Jean-François Mayet | Divers droite, després UMP |          |
| 2008-                                    | Florence Petipez    | UMP                        |          |
| les dades anteriors no són pas conegudes |                     |                            |          |
|                                          |                     |                            |          |